# Ardisia lisowskii
Ardisia lisowskii là một loài thực vật có hoa trong họ Anh thảo. Loài này được Taton & Lejoly mô tả khoa học đầu tiên năm 1980.